# Midland Football Alliance
De Midland Football Alliance (ook bekend onder sponsornaam Polymac Services Midland Alliance) is een Engelse voetbalcompetitie voor het grootste gedeelte van de West Midlands en een deel van de East Midlands.
De league werd in 1994 opgericht met het oog op één enkele league voor de betere clubs in de regio. De clubs werden gerekruteerd uit de Midland Football Combination en de West Midlands Regional League, die nu nog steeds clubs leveren en ook de Leicestershire Senior League.
De Alliance bevindt zich op het 9de niveau in de Engelse voetbalpyramide en levert traditioneel clubs voor de Southern League behalve in 2004 voor de Northern Premier League.

## Promoverende teams
| Jaar                         | Team                                                        |
| Naar Southern League         |                                                             |
| 1995                         | Paget Rangers                                               |
| 1996                         | Shepshed Dynamo                                             |
| 1997                         | Blakenall                                                   |
| 1998                         | Bloxwich Town                                               |
| 1999                         | Rocester                                                    |
| 2000                         | (geen)                                                      |
| 2001                         | Stourport Swifts                                            |
| 2002                         | Bromsgrove Rovers (2de)                                     |
| 2003                         | (geen)                                                      |
| Naar Northern Premier League |                                                             |
| 2004                         | Rocester (kampioen), Willenhall Town (2de)                  |
| Naar Southern League         |                                                             |
| 2005                         | Rushall Olympic                                             |
| 2006                         | Chasetown (kampioen), Stourbridge (2de), Malvern Town (3de) |